# Cryptus subquadratus
Cryptus subquadratus är en stekelart som beskrevs av Thomson 1873. Cryptus subquadratus ingår i släktet Cryptus och familjen brokparasitsteklar. Arten är reproducerande i Sverige. Inga underarter finns listade i Catalogue of Life.